# Ruta Provincial E 57 (Córdoba)

## Generalidades
La Ruta Provincial E-57 es una vía de transporte ubicada en las Sierras Chicas, en la Provincia de Córdoba, República Argentina.
Su origen se encuentra en la ciudad de La Falda, en el Valle de Punilla, y finaliza en la ciudad de Villa Allende, en la región denominada Gran Córdoba.
Su extensión total apenas alcanza los 40 km, pero durante la segunda década de 2000, fue sistematizada y restructurada para darle mayor fluidez al tránsito que colapsaba la vía de acceso principal al valle: la  RN 38 . Esto provocó que esta vía, quedara 'hermanada' con la  RP E-98 , que en algunos sectores, se superpone a su trazado primigenio, lo que provoca que la Ruta Provincial E-57, finalmente sea una ruta netamente turística y que posee 2 tramos, el inicial en el Valle de Punilla y el final en el Valle de Sierras Chicas.

## Historia
El origen de esta ruta, está emparentado con la construcción del Dique San Roque y el Hotel Eden.

Hacia finales de 1800, cuando se inaugura la obra del dique San Roque (por aquellos años, la obra hídrica más grande del mundo), los ojos del mundo, apuntan hacia esa lejana región. 
Un oficial del ejército alemán, Roberto Bahlcke, recorre la región y se interesa por la estancia Falda de las Higueras, para construir un lugar que ayudara a la lucha contra la tuberculosis, basado en las bondades del clima, y la facilidad de acceder al lugar debido a la presencia del ferrocarril, por lo que adquiere dicha estancia, propiedad del Sr. Cassio Lanari y que 10 años antes, perteneciera al Dr. Juan Bialet Massé
Finalmente, y luego de algunos avatares, el 15 de agosto de 1917, los propietarios del hotel logran que el Congreso de la Nación Argentina ordene la construcción de un camino entre el nuevo loteo en torno al hotel Edén, y la localidad de Río Ceballos, que sería construido por los propietarios del hotel con mano de obra y gastos a cargo de ellos.

## Trazado
Esta ruta posee el kilómetro cero en La Falda, en la Avenida Eden, donde nace en su intersección con la Ruta Nacional 38, en el kilómetro 55 de la misma. Asciende hasta el hotel (donde finaliza su primer tramo asfaltado), y desde allí, continúa ascendiendo la montaña, por un sinuoso trazado de ripio, hasta intersecar a la RP E-98 (km 7). En este punto, la ruta finaliza su primer tramo y reaparece en el kilómetro 20 de E-98, donde retoma su derrotero de ripio (de similares características al primer tramo de ripio), para descender hasta el paraje Colanchanga. De allí, se continúa hasta el punto distal de la principal calle de la ciudad de Río Ceballos: Avenida San Martín y previo paso por el Dique La Quebrada.
Su trazado es la columna vertebral de las localidades que atraviesa: Río Ceballos, Unquillo y Mendiolaza. Finaliza en la ciudad de Villa Allende.

Algunos tramos de esta ruta, han sido reconstruidos debido a la gran riada ocurrida en febrero de 2015, cuando una copiosa e intensa precipitación en la región (la más grande en 40 años), provocó el súbito crecimiento de los ríos, lo que se transformó en una verdadera tragedia que afectó a todas las localidades desde La Granja, hasta Saldán (incluso afectó a Jesús María y Tinoco), provocando la muerte de varias personas y daños materiales millonarios. Aunque ya se había advertido la posibilidad de que esto podría ocurrir, poco se hizo al respecto, y una vez pasada la tragedia, hubo que reconstruir, no solo parte del trazado de la ruta, sino otras obras anexas como sitios de práctica de deportes, balnearios, etc.

## Recorrido
|  | CONTgq | TEEa | CONTfq |

|  |  | STR |

|  |  | BHF |

|  |  | tSTR |

|  | CONTgq | eABZqlr | STR+r |

|  |  |  | STR |

|  |  |  | STR+GRZq |

|  |  |  | STR |

|  | CONTgq | eABZq+lr | STRr |

|  |  | tHST |

|  | WASSERq | WBRÜCKE1 | WASSER+r |

|  |  | BHF | WASSER |

|  |  | tSPLa | WASSER |

|  | WASSER+l | tvSTR | WRESVGl |

|  | WASSER | tSPLe |  |

|  | WASSERl | WBRÜCKE1 | WASSER+r |

|  | WASSER+l | WBRÜCKE1 | WASSERr |

|  | WASSERl | WBRÜCKE1 | WASSER+r |

|  | WASSER+l | WBRÜCKE1 | WASSERr |

|  | WASSERl | WBRÜCKE1 | WASSER+r |

|  | WASSER+l | WBRÜCKE1 | WASSERr |

|  | WASSERl | WBRÜCKE1 | WASSER+r |

|  |  | BHF | WASSER |

|  |  | BHF | WASSER |

|  |  | ABZgl+l | CONTfq |

|  | WASSER+l | WBRÜCKE1 | WASSERr |

|  | WABZql | WBRÜCKE1 | WASSERq |

|  |  | BHF |

|  |  | BHF |

|  | WASSERq | WBRÜCKE1 | WASSERq |

|  |  | BHF |

|  |  | ABZgl+l | CONTfq |

|  | CONTgq | ABZqlr | CONTfq |

## Localidades
A lo largo de su recorrido, esta ruta alcanza a las siguientes poblaciones (aquellas que poseen menos de 5.000 hab, según censo 2010 del INDEC, figuran en itálica).
A excepción de su origen, el resto de las localidades se encuentran en el mismo departamento.
- Departamento Punilla: La Falda (35.821)
- Departamento Colón: Villa Colanchanga (s/d), Río Ceballos (22.432), Unquillo (18.483), Mendiolaza (10.855), Villa Allende (48.762)

## Nota
1. ↑   El kilometraje fue tomado del amojonado en ruta. En caso de ausencia de los mismos, se calculó según información disponible en Internet y/o relevamiento in-situ.